# オオレイジンソウ
オオレイジンソウ（大伶人草、学名：Aconitum iinumae）は、キンポウゲ科トリカブト属の多年草。

## 特徴
地下の根茎は塊根をつくらないで垂直に伸びる。茎は直立して、高さ50-100cmになり、茎の上部や花柄には曲がった毛が生える。長い葉柄がある根出葉は直径20cmの大型になり、7-9中裂し、裂片はさらに浅裂し、裂片の先はとがる。根出葉は花時にも残る。
花期は7-8月。茎先に長さ約30cmになる細長い総状花序をつけ、淡黄色の花を多数つけ、下側から咲く。かぶと状の花弁にみえるのは萼片であり5枚あり、1個の花の高さは2.5-3cmになる。花弁は頂萼片の内側にかくれ、花弁の身部は長さ8mm以上あり、花弁の距は長さ4mm以上に伸び、距の先が著しく内側に曲がる。雄蕊に毛は無い。

## 分布と生育環境
日本では、本州の中部地方以北（福井県以東の日本海側山地）に分布し、亜高山帯から高山帯、ときに山地帯の湿った草地、林縁などに生育する。

## 名前の由来
和名オオレイジンソウ（大伶人草）の「伶人」とは、かぶと状の花の形が舞楽の奏者である伶人（れいじん）が被る冠に似ていること、また同属のレイジンソウ（伶人草、学名：Aconitum loczyanum ）より全体に大きいことによる。
種小名（種形容語）iinumae は、江戸時代の本草学者、飯沼慾斎への献名。本種は、エゾレイジンソウ Aconitum gigas の変種として扱われてきたが、門田裕一 (2014) の研究によって、エゾレイジンソウと本種はそれぞれ独立種とされた。Aconitum gigas の変種名 var. hondoense を種の階級に上げて種小名として組み替えると、「ミタケウズ」 Aconitum hondoense Nakai (1920)（=Aconitum mitakense Nakai (1920)）と同名となってしまうことから、門田 (2014) は、「レイジンソウ」を「草木図説」において最初に記録した飯沼を記念した Aconitum iinumae とした。

## ギャラリー

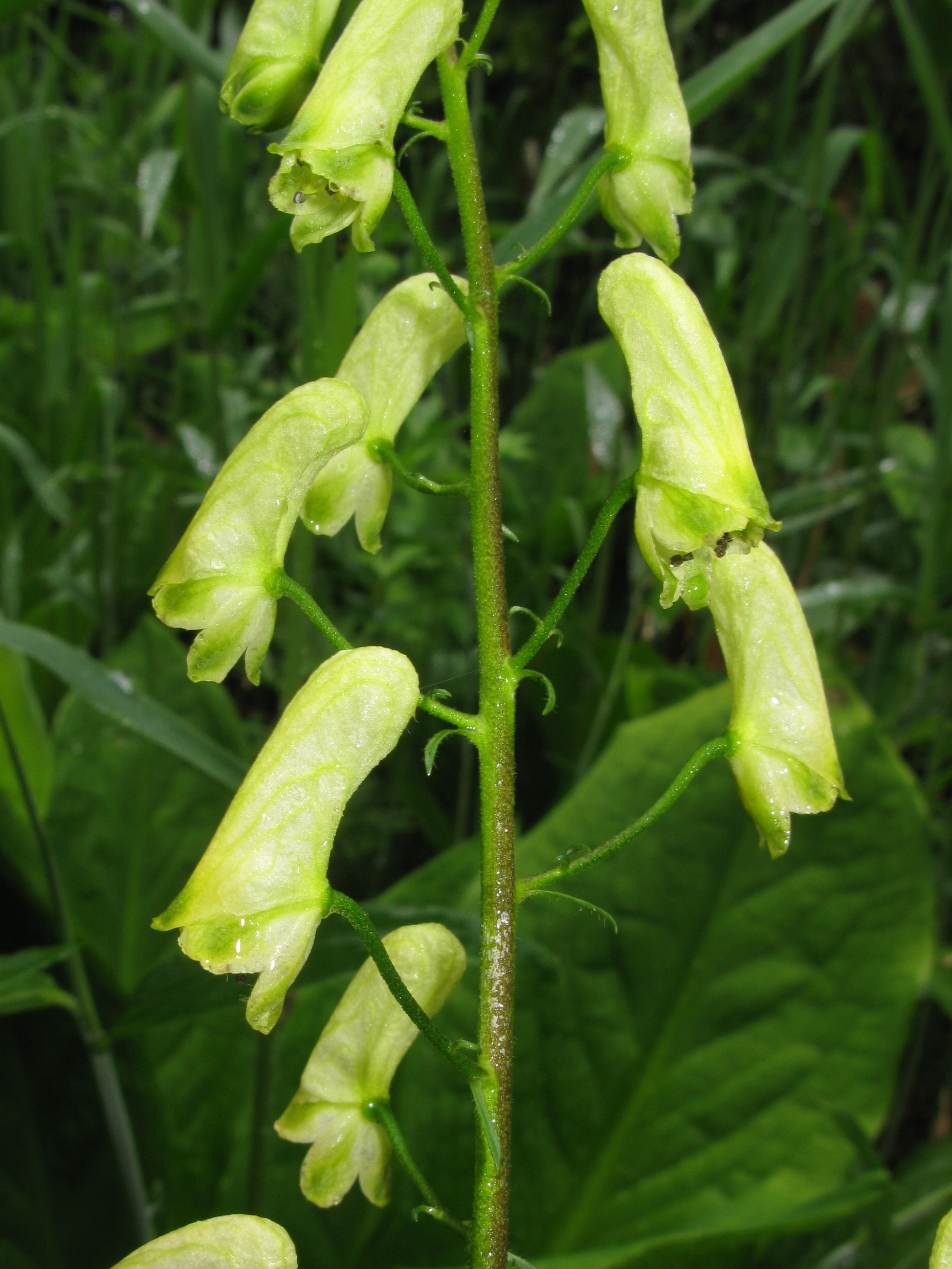
各萼片の先は緑色を帯びる。
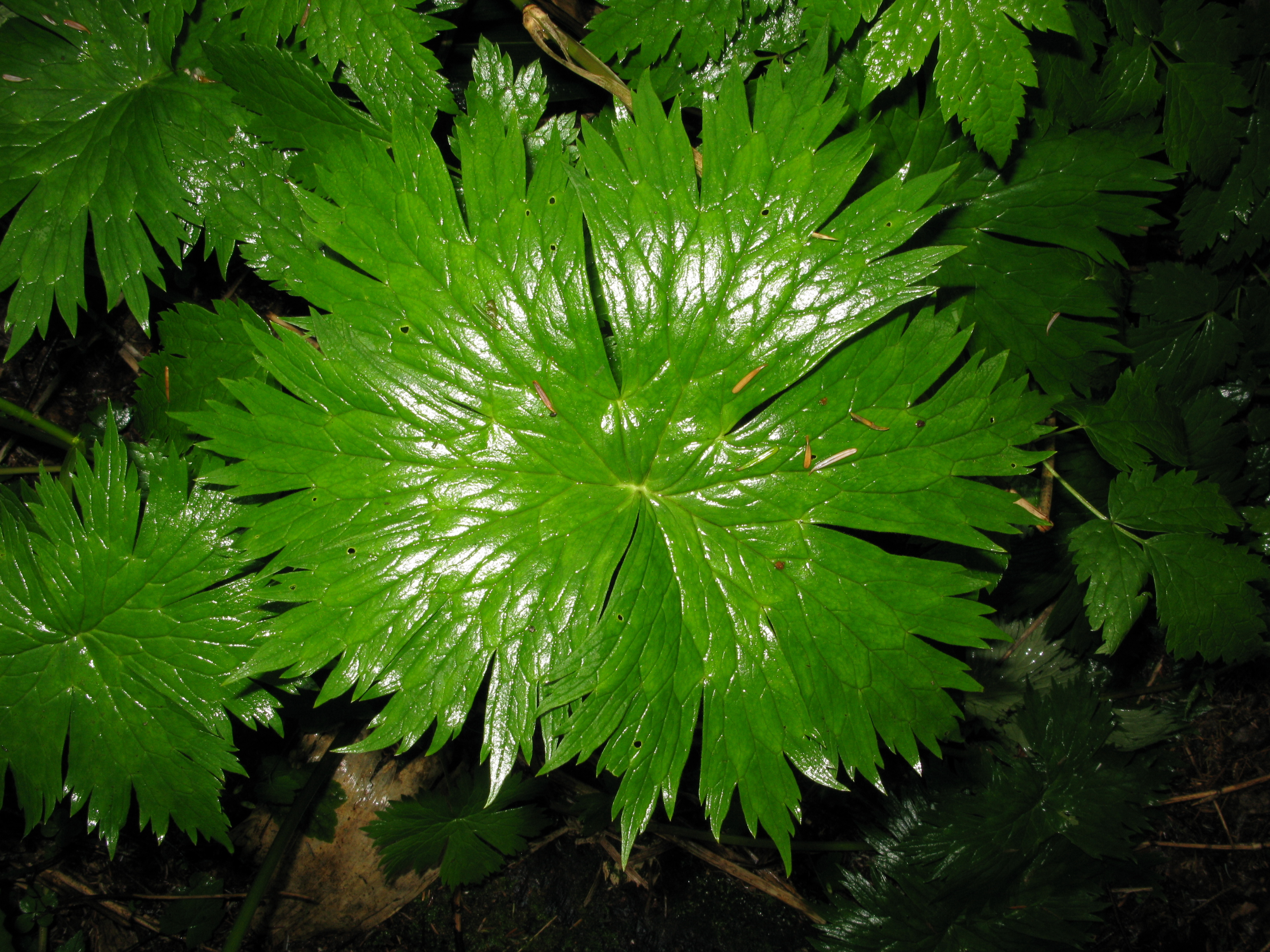
根出葉。